# 賽德夫哈爾·穆罕默德阿迦
賽德夫哈爾·穆罕默德阿迦（土耳其語：Sedefkâr Mehmet Ağa，約1540年—1617年）是奧斯曼帝國時代、伊斯坦堡艾哈邁德蘇丹清真寺的建築師。據傳記作家卡佛·阿芬第所載，賽德夫哈爾·穆罕默德是一位歐洲的基督徒，相信是生於1540年的阿爾巴尼亞人。

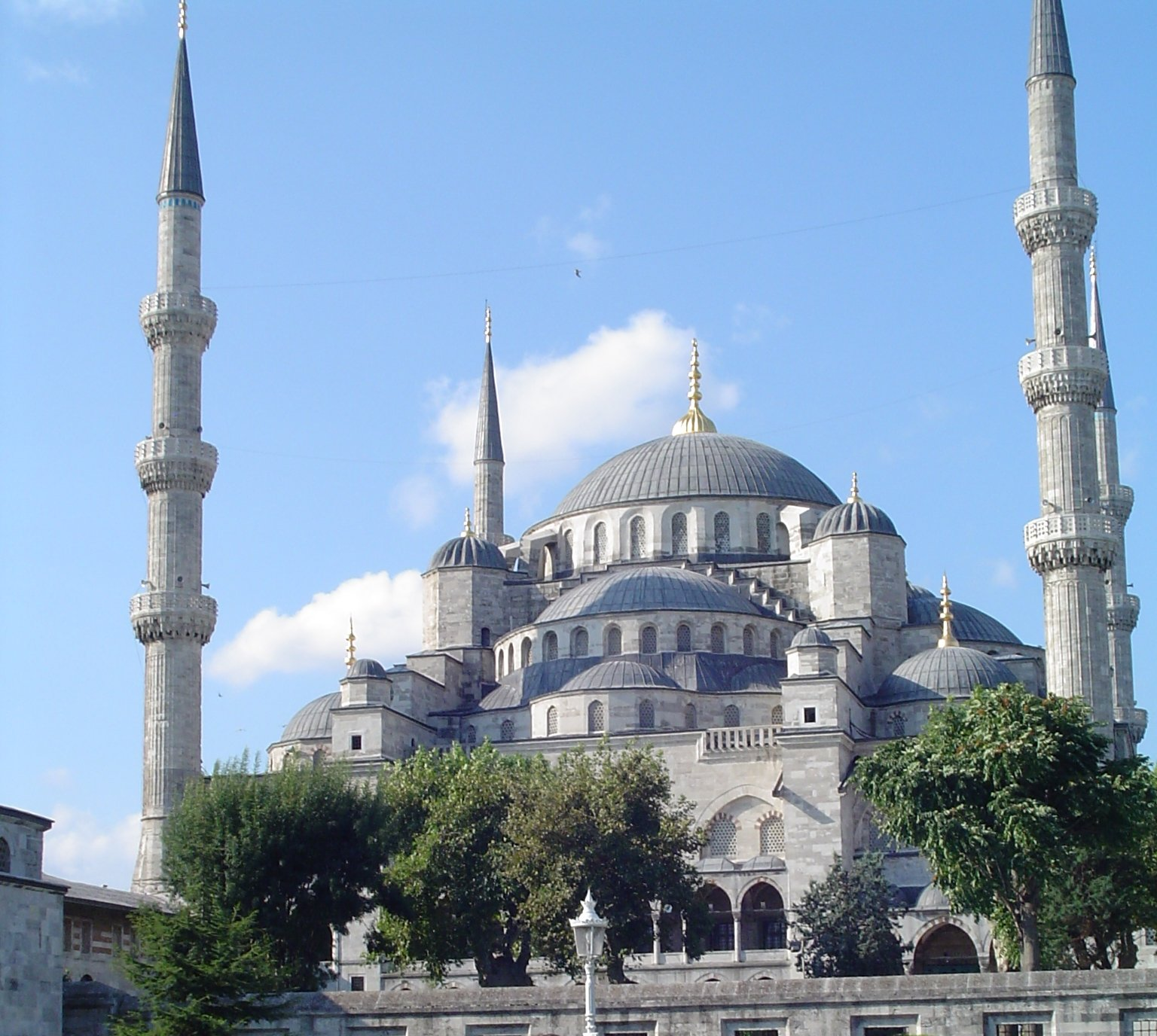
艾哈邁德蘇丹清真寺標誌著賽德夫哈爾·穆罕默德阿迦事業的巔峰

1563年，賽德夫哈爾·穆罕默德來到伊斯坦堡。在當了六年軍校學生後開始研讀音樂，在二十年的時期裡，他專門從事珍珠母的鑲嵌，後來轉而從事建築，成為土耳其最著名的建築師希南的學徒。
1586年1月，他被派往馬尼薩興建穆拉迪耶清真寺，穆拉迪耶清真寺是希南所開展的一項工程。希南於1588年逝世後，賽德夫哈爾·穆罕默德未能繼承希南的職位，大維奇爾委任了達魯特阿迦（Davut Ağa）為宮廷建築師。
1591年，賽德夫哈爾·穆罕默德獻上一個華麗的箭袋，被提拔為法警長，同年又成為迪亞巴克爾的副總督及工程督察。翌年，他到訪阿拉伯、埃及及馬其頓。1597年，穆罕默德三世委任他為水路主管。他又為艾哈邁德一世建造一個鑲有珠母及龜殼的桃木王座，可見於托卡比皇宮。
達魯特阿迦於1599年被處死，由達格卡·艾哈邁德·阿迦繼任為宮廷建築師。1606年，賽德夫哈爾·穆罕默德繼承達格卡·艾哈邁德·阿迦為奧斯曼宮廷的首席建築師，他在聖索菲亞大教堂的庭園興建穆罕默德三世的陵墓。
在1609至1616年，他專注於興建艾哈邁德蘇丹清真寺，因該清真寺使用的磚塊顏色又稱為藍色清真寺。清真寺的設計是以師父希南及六世紀拜占庭建築的代表作聖索菲亞大教堂為藍本。清真寺的設計完全對稱，一個大圓頂由四個半圓頂支撐，艾哈邁德蘇丹清真寺四周圍繞著一些圓頂建築。
卡佛·阿芬第寫了一本關於賽德夫哈爾·穆罕默德建築理論的書籍，書裡透露了賽德夫哈爾·穆罕默德的建築模式。
賽德夫哈爾·穆罕默德於1617年逝世。
他的作品對伊斯坦堡有決定性的影響。艾哈邁德蘇丹清真寺所在的廣場被稱為君士坦丁堡競技場（Hippodrome of Constantinople），艾哈邁德蘇丹清真寺被視為賽德夫哈爾·穆罕默德事業的高峰，賽德夫哈爾·穆罕默德為師父希南的建築模式添上了色彩，而艾哈邁德蘇丹清真寺是奧斯曼建築古典時期的最後一個大型清真寺建築。